# Ontario Power Generation
Ontario Power Generation (OPG) est la principale compagnie pour la production et la commercialisation d'électricité de la province canadienne de l'Ontario. C'est une entreprise publique qui appartient entièrement au Gouvernement de l'Ontario, fondée le 1er avril 1999 par le démantèlement de l'entreprise publique Ontario Hydro en cinq entités.

## Activités
Le domaine d'activité d'Ontario Power Generation production et la commercialisation de l'électricité produite dans ses unités de production qui doivent, en outre, être exploitées de manière sûre et respectueuse de l'environnement.
La production totale de la société est de 22 000 mégawatts, ce qui en fait l'un des plus importants producteurs d'électricité en Amérique du Nord. En 2007, Ontario Power Generation a produit 105,1 térawatts-heures (TWh) d'électricité. 
Ses unités de production comprennent :
- 3 centrales nucléaires : les centrales Pickering A, Pickering B et Darlington ;
- 5 centrales thermiques ;
- 64 barrages hydroélectriques.

OPG possède également deux autres centrales nucléaires qui sont louées à Bruce Power Limited Partnership en vertu d'un contrat à long terme.